# Pečkat plod
Pečkat plod (lat. pomum = sad) je zaprti sočni plod, ki vsebuje seme, obdano z mesnatim, navadno užitnim mesom. Nastane iz pestiča, ki se sestoji iz 1–5 nepopolno zraslih plodnih listov. Le-ti so v zgornjem delu zrasli z ugreznjenim cvetiščem. Eksokarp in sočni mezokarp nastaneta iz ugreznjenega cvetišča. Na enem koncu pečkatega plodu je pecelj, na nasprotni strani pa »muha«, ki je ostanek čaše, prašnikov in vratov pestiča.
Pečkati plodovi so značilni za pečkatoplodne rožnice (Maloidaeae).

## Primeri pečkatih plodov
Pod sočnim mezokarpom nastane iz petih plodnih listov endokarp (peščišče):
- jabolko – plod jablane (Malus domestica)
- plod hruške (Pyrus communis)
- plod navadne kutine (Cydonia oblonga)
- plod divje jablane (Malus sylvestris)
- plod pritlikave jablane (Malus pumila)
- plod jerebike (Sorbus aucuparia)

Pod sočnim mezokarpom nastane iz vsakega plodnega lista čvrsta koščica:
- plod navadne nešplje (Mespilus germanica)
- plod gloga (Crataegus)